# 罗利·道格拉斯
罗利·道格拉斯（英語：Rowley Douglas，1977年1月27日—），英国男子赛艇运动员。他曾代表英国参加2000年夏季奥林匹克运动会赛艇比赛，获得男子八人单桨有舵手金牌。